# أسفل غوثة (حالمين)

تعديل مصدري - تعديل

اسفل غوثة هي إحدى قرى عزلة حبيل الريدة بمديرية حالمين التابعة لمحافظة لحج، بلغ تعداد سكانها 101 نسمة حسب تعداد اليمن لعام 2004.